# Бачинський Іларіон
Іларіон (Іларій) Бачинський (* 1875 — †1925, м. Стрий) — український громадсько-кооперативний діяч, адвокат.

## Життєпис

Ольга Бачинська, Іларіон Бачинський та о.Андрій Бандера в курортному містечку Малий Лошинь, тепер Хорватія. Квітень 1912 р.

Подружжя Бачинських на відпочинку, 1914 рік. Ольга Бачинська 5-а зліва, Іларіон Бачинський 7-й зліва

Закінчив юридичний факультет Львівського університету. Працював у Берліні в торговельних підприємствах. Згодом на службі в австрійському міністерстві фінансів. 
Став співзасновником «Маслосоюзу», займав посаду голови Надзірної ради.
Одружився з Ольгою Тишинською-Бачинською - відомою громадсько-кооперативною діячкою.
У 1912 році відкрив адвокатську канцелярію в Стрию. 
Під час Першої світової війни обіймав урядову посаду в управі табору для українських біженців у Гмюнді біля Відня.
У часі ЗУНР обіймав посаду Стрийського повітового керівника з окремими функціями колишнього повітового старости, керував українськими селами, підписуючи відповідні розпорядження як «повітовий організатор громад».
У листопаді 1920 року в складі Армії УНР перейшов на західний берег Збруча та був інтернований польською владою. Станом на квітень 1921  служив урядовцем 19-го стрілецького куреня 3-ї Залізної стрілецької дивізії та перебував у таборі інтернованих ч.10 в місті Каліш.
Був головою філії Українського педагогічного товариства, згодом «Рідна школа». 
Помер в Стрию у 1925 році, де й похований.